# 角谷正彦
角谷 正彦（かどたに まさひこ、1936年2月14日 - 2019年9月22日）は、日本の官僚。元国税庁長官。三重県四日市市出身。

## 略歴
父親が東北大学教授となったことにより宮城県に転勤し、東北大学附属小学校、東北大学附属中学校卒業。その後、父親が三重大学教授になったことで、故郷の三重県に戻り、三重県立亀山高等学校卒業後、東京大学入学。在学中は宮澤俊義の憲法ゼミに所属。成績が大学でトップだったため、宮澤からは「かならずキミに憲法の講座を譲るから、大学に残ってくれ」といわれ、東大教授のイスを約束されていた。大学の同期に福井俊彦など。
- 1957年（昭和32年） 国家公務員採用上級試験（法律）首席合格。併せて東大法学部総代・司法試験首席合格。10年に1人といわれる「三冠王」のタイトル保持者である[5]。
- 1958年（昭和33年）3月 東京大学法学部卒業。
- 1958年（昭和33年）4月 大蔵省入省[3]。大臣官房文書課。
- 1960年6月 近畿財務局理財部
- 1961年7月 名古屋国税局調査査察部国税調査官
- 1962年6月 主計局総務課調査主任[6]
- 1964年7月 主計局総務課企画係長[7]
- 1965年（昭和40年）7月1日 八王子税務署長
- 1966年8月 証券局証券業務課課長補佐
- 1968年7月 証券局企業財務第一課課長補佐
- 1970年7月 経済企画庁国民生活局物価政策課課長補佐
- 1972年7月 主計局主計官補佐（農林第一係主査）
- 1974年（昭和49年）7月 三重県総務部長
- 1976年（昭和51年）7月3日 大蔵省主計局主計官兼主計局総務課（企画担当）
- 1977年（昭和52年）6月 大蔵省主計局主計官（運輸・郵政・電電公社担当）
- 1978年（昭和53年）6月 大蔵省主計局主計官（外務・経済協力・通商産業担当）
- 1980年（昭和55年）6月25日 大蔵省主計局法規課長
- 1982年（昭和57年）6月1日 大蔵省主計局総務課長兼主計局法規課長
- 1982年（昭和57年）6月11日 免兼主計局法規課長
- 1983年（昭和58年）6月7日 東海財務局長
- 1984年（昭和59年）6月27日 大蔵省大臣官房審議官（主税局担当）
- 1985年（昭和60年）6月25日 大蔵省主計局次長（2年目は総務課、防衛、国鉄、経済協力を担当）[8]
国鉄問題をてがけ、分割・民営化へのレールを敷いた。
備考として、主計局全盛時代の話として、主税局マターである税制策定過程においても、主計局が「財政至上主義」の基本ポリシーを掲げて主導した一例として、当時も主計局が政界工作とコンセプト作りを仕切り、角谷が大型間接税（売上税）導入法案構想に関する中曽根康弘首相の答弁草稿をまとめたとされている[9]。
- 1987年（昭和62年）8月5日 大蔵省大臣官房総務審議官
- 1988年（昭和63年）6月15日 大蔵省証券局長
角谷自身は辞令を受け取った際、証券局長の任期は1年きりでその後は理財局長ぐらいだと考えていた[10]。
リクルートコスモス株疑惑発覚により、就任早々に国会答弁に応じたが、政財官学界の広範囲に及ぶため、同社に行政指導による譲渡先リストの提出を求めなかったとされている[11]。また、藤田恒郎前証券局長時代に成立させたインサイダー取引規制等を骨子とした改正証券取引法だけでは不備なことが判明、証券取引審議会（谷村裕会長、元大蔵次官）が改正ポイントとして、株式などの大量保有の開示制度（ディスクロージャー）、株式公開買付制度の改正（一部競争入札の導入）などを新たに盛り込み、同年12月に竹下登首相兼蔵相代理の西垣昭次官に手渡した。
任期中の1989年12月26日、大蔵省証券局長として、バブル景気を崩壊させることを目的に、当時の証券取引法上は必ずしも違法とは言い切れなかったとされる「にぎり」「とばし」と呼ばれる証券会社による大口顧客等への損失補填や利益供与の問題を受けて、証券会社が自己判断で運用する「営業特金」の解消を求めた、後に角谷通達と呼ばれることとなる蔵相通達「証券会社の営業姿勢の適正化及び証券事故の未然防止について」を証券業界の業界団体である日本証券業協会に向け発出した[12][注釈 1]。
- 1990年（平成2年）6月29日 国税庁長官
証券局長在任中の営業特金解消に関する損失補填の行政指導が、松野允彦証券局長在任当時（1990年 ～ 1992年）の「証券スキャンダル」で問題化したが、当時の行政指導直接担当者だった水谷英明業務課長（1967年入省）が交通事故死していたため、釈明の機会さえ与えられなかった[14]。
- 1991年（平成3年）6月11日 依願退官
- 1991年（平成3年）6月 社団法人日本損害保険協会副会長[3]
- 1994年（平成6年）7月 中小企業金融公庫副総裁[3]
- 1994年（平成6年）12月1日 中小企業金融公庫総裁
- 1998年（平成10年）12月1日 中小企業金融公庫総裁（再任）
- 1999年（平成11年）1月12日 同依願退任
- 1999年（平成11年）8月 株式会社日本総合研究所顧問[3]
- 2000年（平成12年）1月 株式会社日本興業銀行顧問[3]
- 2002年（平成14年）4月 株式会社みずほコーポレート銀行顧問[3]
- 2003年（平成15年）6月 石油資源開発株式会社監査役[3]
- 2004年（平成16年）6月 株式会社みずほフィナンシャルグループ監査役[3]
- 2004年（平成16年）6月 旧みずほ証券株式会社監査役[3]
- 2006年（平成18年）6月 株式会社プロネクサス監査役[3]
- 2006年（平成18年）6月 平和不動産株式会社監査役[3]
- 2007年（平成19年）3月 株式会社日本経済新聞社監査役[15]
- 2009年（平成21年）5月 みずほ証券株式会社監査役[3]
- 2009年（平成21年）11月3日 瑞宝重光章受章
- 2019年（令和元年）9月22日 死去。83歳没[16]。叙正四位[17]。

## その他
- 大蔵省の部下であった高橋洋一が数少ない優秀な上司に角谷と長野庬士を挙げている[18][19]。

## 著書
- 『「政府調達に関する協定」と官庁契約制度』（編著）（大蔵財務協会、1981年）

## 大蔵省同期
- 尾崎護（国民生活金融公庫総裁、大蔵次官、国税庁長官）、長富祐一郎（関税局長、大平正芳総理首席補佐官）、柿澤弘治、大野功統、冨金原俊二（経企次官）、安原正（環境次官）